# Ribotimidin
Hemijsko jedinjenje 5-metiluridin (ribotimidin) je pirimidinski nukleozid.  On je ribonukleozidni par Dezoksiribonukleozida timidina, kome nedostaje hidroksiln grupa u 2' poziciji. 5-Metiluridin sadrži timinsku bazu vezanu za ribozni pentozni šećer.
5-metiluridin se u čvrstoj formi javlja u obliku malih belih kristala ili belog kristalnog praha. Molekulska masa je 258.23 Da, a tačka topljenja je 185 °. 5-metiluridin je veoma stabilan pod standardnom temperaturom i pritiskom.

## Literatura
- Haoyun An; *† Tingmin Wang; Martin A. Maier; Muthiah Manoharan; Bruce S. Ross & P. Dan Cook (2001). „Synthesis of Novel 3‘-C-Methylene Thymidine and 5-Methyluridine/Cytidine H-Phosphonates and Phosphonamidites for New Backbone Modification of Oligonucleotides”. J. Org. Chem. 66 (8): 2789—2801. doi:10.1021/jo001699u.
- Glenn R. Björk & Frederick C. Neidhardt (1971). „Analysis of 5-Methyluridine Function in the Transfer RNA of Escherichia coli”. Cancer Res. 31: 706.